# داريل راسيل
داريل راسيل (بالإنجليزية: Darrell Russell)‏ هو لاعب كرة قدم أمريكية أمريكي، ولد في 27 مايو 1976 في بينساكولا في الولايات المتحدة، وتوفي في 15 ديسمبر 2005 في لوس أنجلوس في الولايات المتحدة بسبب حادث مرور.

## وصلات خارجية
- داريل راسيل على موقع إي إس بي إن.كوم (أن.أف.أل)3
- داريل راسيل على موقع مرجع كرة القدم المحترفة.كوم (الإنجليزية)